# Adassil
Adassil (en àrab أداسيل, Adāsīl; en amazic ⴰⴷⴰⵙⵉⵍ) és una comuna rural de la província de Chichaoua, a la regió de Marràqueix-Safi, al Marroc. Segons el cens de 2014 tenia una població total de 7.454 persones.